# Thörl
Thörl is een gemeente (marktgemeinde) in de Oostenrijkse deelstaat Stiermarken, en maakt deel uit van het district Bruck-Mürzzuschlag. Thörl telt 2207 inwoners (2022) en lag tot 2013 in het district Bruck an der Mur.
In 1955 werd Thörl uitgebreid met Fölz en in 2015 met Etmißl en Sankt Ilgen. Het heeft sinds 1994 de status van marktgemeente.
Stadsgemeenten:
Bruck an der Mur · Kapfenberg · Kindberg · Mariazell · Mürzzuschlag

Marktgemeenten:
Aflenz · Breitenau am Hochlantsch · Krieglach · Langenwang · Neuberg an der Mürz · Sankt Barbara im Mürztal · Sankt Lorenzen im Mürztal · Sankt Marein im Mürztal · Thörl · Turnau

Overige gemeenten:
Pernegg an der Mur · Spital am Semmering · Stanz im Mürztal  · Tragöß-Sankt Katharein
- Gemeinsame Normdatei: 4398642-0
- Virtual International Authority File: 236987005